# Elaeocarpus fuscus
Elaeocarpus fuscus är en tvåhjärtbladig växtart som beskrevs av Schlechter. Elaeocarpus fuscus ingår i släktet Elaeocarpus och familjen Elaeocarpaceae. Inga underarter finns listade i Catalogue of Life.